# 다루이역 (기후현)
다루이역(일본어: 垂井駅, たるいえき)은 일본 기후현 후와군 다루이정에 있는 도카이 여객철도의 철도역이다.

## 역 구조
2면 3선 구조의 지상역이다. 섬식 1면 2선 승강장과 단식 1면 1선 승강장으로 이루어져 있다. 역사는 선상 구조이다.
오가키역이 관리하는 업무 위탁역으로, 영업은 도카이 교통 사업이 대신하고 있다. TOICA 및 제휴 교통카드의 사용이 가능하다.

### 승강장
| 1               | ■ 도카이도 본선 | 상행                 | 오가키 · 나고야 방면 |
| 2               | ■ 도카이도 본선 | 상행                 | 오가키 · 나고야 방면 |
|                 | ■ 도카이도 본선 | 하행                 | 마이바라 · 교토 방면 |
| ■ 도카이도 본선 | 상행            | 오가키 · 나고야 방면 |                      |

## 역세권 정보
- 다루이정사무소 (町役場)
- 나카센도 다루이주쿠
- 난구 신사

## 다루이 지선
도카이도 본선의 미나미아라오 신호장 ~ 다루이 역 ~ 세키가하라역 구간은 상행 본선과 다루이 지선으로 불리는 선로가 복선 형태로 설치되어 있으며, 하행 본선은 급경사 구간을 피하기 위하여 구 신타루이 역 (지금은 폐역)을 경유하는 우회 경로로 신설되어 있다. 이 다루이 지선 중, 미나미아라오 신호장 ~ 다루이 역 구간은 하행선 전용으로 이용되며, 다루이 역 ~ 세키가하라 역 구간은 상·하 양방향 열차가 모두 이용하는 단선 으로, 하행선 보통 열차는 이 다루이 지선을 이용하게 된다.

## 역사
- 1884년 5월 25일 - 일본국유철도 도카이도 본선 오가키 역 ~ 세키가하라 역 구간의 개통과 동시에 개업.
- 1987년 4월 1일 - 민영화에 따라 도카이 여객철도의 소속이 되었다.
- 2006년 11월 25일 - TOICA의 사용이 개시되었다.

## 인접역
| 도카이 여객철도 도카이도 본선 | 도카이 여객철도 도카이도 본선 | 도카이 여객철도 도카이도 본선   |
| ----------------------------- | ----------------------------- | ------------------------------- |
| 오가키 ·나고야 방면           | ■ 도카이도 본선               | 세키가하라 마이바라·오사카 방면 |